# Mesnil-sur-l'Estrée
Mesnil-sur-l'Estrée és un municipi francès situat al departament de l'Eure i a la regió de Normandia. L'any 2007 tenia 980 habitants.

## Demografia

### Població
El 2007 la població de fet de Mesnil-sur-l'Estrée era de 980 persones. Hi havia 386 famílies de les quals 86 eren unipersonals (51 homes vivint sols i 35 dones vivint soles), 136 parelles sense fills, 129 parelles amb fills i 35 famílies monoparentals amb fills.
La població ha evolucionat segons el següent gràfic:
Habitants censats

### Habitatges
El 2007 hi havia 435 habitatges, 390 eren l'habitatge principal de la família, 36 eren segones residències i 10 estaven desocupats. 406 eren cases i 29 eren apartaments. Dels 390 habitatges principals, 339 estaven ocupats pels seus propietaris, 39 estaven llogats i ocupats pels llogaters i 12 estaven cedits a títol gratuït; 4 tenien una cambra, 19 en tenien dues, 57 en tenien tres, 94 en tenien quatre i 216 en tenien cinc o més. 300 habitatges disposaven pel capbaix d'una plaça de pàrquing. A 170 habitatges hi havia un automòbil i a 194 n'hi havia dos o més.

### Piràmide de població
La piràmide de població per edats i sexe el 2009 era:
| Homes | Edats   | Dones |
| ----- | ------- | ----- |
| 0     | 95 o +  | 0     |
| 0     | 90 a 94 | 4     |
| 4     | 85 a 89 | 12    |
| 8     | 80 a 84 | 0     |
| 24    | 75 a 79 | 16    |
| 32    | 70 a 74 | 36    |
| 20    | 65 a 69 | 24    |
| 8     | 60 a 64 | 24    |
| 36    | 55 a 59 | 28    |
| 24    | 50 a 54 | 48    |
| 36    | 45 a 49 | 16    |
| 52    | 40 a 44 | 56    |
| 28    | 35 a 39 | 44    |
| 32    | 30 a 34 | 24    |
| 24    | 25 a 29 | 44    |
| 16    | 20 a 24 | 28    |
| 52    | 15 a 19 | 48    |
| 44    | 10 a 14 | 48    |
| 36    | 5 a 9   | 24    |
| 12    | 0 a 4   | 32    |

## Economia
El 2007 la població en edat de treballar era de 653 persones, 475 eren actives i 178 eren inactives. De les 475 persones actives 413 estaven ocupades (231 homes i 182 dones) i 62 estaven aturades (33 homes i 29 dones). De les 178 persones inactives 81 estaven jubilades, 50 estaven estudiant i 47 estaven classificades com a «altres inactius».

### Ingressos
El 2009 a Mesnil-sur-l'Estrée hi havia 386 unitats fiscals que integraven 995 persones, la mediana anual d'ingressos fiscals per persona era de 21.298 €.

### Activitats econòmiques
Dels 28 establiments que hi havia el 2007, 1 era d'una empresa alimentària, 1 d'una empresa de fabricació de material elèctric, 3 d'empreses de fabricació d'altres productes industrials, 4 d'empreses de construcció, 2 d'empreses de comerç i reparació d'automòbils, 5 d'empreses de transport, 1 d'una empresa d'hostatgeria i restauració, 1 d'una empresa immobiliària, 7 d'empreses de serveis i 3 d'empreses classificades com a «altres activitats de serveis».
Dels 7 establiments de servei als particulars que hi havia el 2009, 1 era una oficina de correu, 2 paletes, 1 guixaire pintor, 1 fusteria, 1 restaurant i 1 saló de bellesa.
Dels 2 establiments comercials que hi havia el 2009, 1 era una botiga de menys de 120 m² i 1 una fleca.

## Equipaments sanitaris i escolars
El 2009 hi havia una escola elemental.

## Poblacions més properes
El següent diagrama mostra les poblacions més properes.